# کارباموئیل فسفات
کارباموئیل فسفات یک آنیون با اهمیت در بیوشیمی است.
در جانوران خشکی زی، کارباموئیل فسفات یک متابولیت حدواسط است که با شرکت در چرخه اوره در دفع نیتروژن ایفای نقش می‌کند. این ترکیب در سنتز پیریمیدین‌ها نیز نقش دارد.

## تولید
این ترکیب از بیکربنات , آمونیاک (مشتق از گلوتامات) و فسفات (مشتق از آدنوزین تری فسفات یا به اختصار ATP) تولید می‌شود. این واکنش به وسیله آنزیم کارباموئیل فسفات سنتتاز و به شکل زیر انجام می‌گیرد:
- HCO3− + ATP → ADP + HO–C(O)–OPO32− (carboxyl phosphate)
- HO–C(O)–OPO32− + NH3 + OH− → HPO42− + −O–C(O)NH2 + H2O
- −O–C(O)NH2 + ATP → ADP + H2NC(O)OPO32−